# 陳柏言
陳柏言（1991年—），臺灣新生代作家，國立鳳山高中畢業，國立政治大學中國文學系學士、國立台灣大學中國文學研究所碩士，現就讀於國立台灣大學中國文學研究所博士班。曾獲聯合報文學獎、林榮三文學獎、台北文學獎、宗教文學獎、教育部文藝創作獎等多項文學獎項，作品散見於報刊雜誌，並入選「台北國際書展大獎（小說組）」、「年度小說選」等，已出版短篇小說集《夕瀑雨》、《球形祖母》、《溫州街上有什麼？》。小說家甘耀明稱其為「八年級小說家的領先群」 。入選《聯合文學》「二十位最受期待的青壯世代華文小說家」。

## 出版作品
- 2017年1月，短篇小說集《夕瀑雨》（木馬文化）
- 2017年12月，短篇小說集《球形祖母》（木馬文化）
- 2020年12月，短篇小說集《溫州街上有什麼？》（木馬文化）

## 得獎經歷
- 2011年6月，以〈牙祭〉獲第二十九屆全國學生文學獎短篇小說組二獎（首獎從缺）。
- 2011年12月，以〈炮仗花〉獲2011打狗鳳邑文學獎短篇小說組評審獎。
- 2012年2月，以〈過境〉獲第十屆宗教文學獎短篇小說組二獎。
- 2012年3月，以〈請勿在此吸菸〉獲第二十九屆中興湖文學獎短篇小說組首獎，並被選入《九歌101年小說選》。
- 2012年9月，以〈奔海〉獲教育部文藝創作獎短篇小說組優選。
- 2013年3月，以〈屋頂上〉獲第十一屆宗教文學獎短篇小說組首獎。
- 2013年9月，以〈虛線〉獲教育部文藝創作獎短篇小說組優選。
- 2013年9月，以〈我們這裡也曾捕過鯨魚〉獲聯合報文學獎首獎，並被選入《九歌102年小說選》。
- 2019年4月，以《溫州街的故事》獲第21屆臺北文學獎「臺北文學年金」獎助計畫。
- 2019年11月，以〈雨在芭蕉裡〉獲第15屆林榮三文學獎短篇小說組佳作。